# Sigismund Anton von Hohenwart
Sigismund Anton von Hohenwart SJ (2. května 1730 Domžale, Kraňsko – 30. června 1820 Vídeň) byl rakouský římskokatolický duchovní. V letech 1791 až 1794 zastával funkci biskupa v Terstu a v letech 1794 a 1803 byl biskupem diecéze St. Pölten. Od roku 1792 do roku 1803 sloužil také jako polní apoštolský vikář a roku 1803 byl ustanoven knížecím arcibiskupem arcidiecéze vídeňské – tuto funkci vykonával až do své smrti. Pocházel ze starého šlechtického rodu, usazeného v Kraňsku.